# Crossopriza miskin
Crossopriza miskin (лат.) — вид пауков-сенокосцев рода Crossopriza (Smeringopinae, Pholcidae). Распространён в Омане. Назван по месту обнаружения (Miskin, провинции Ad Dhahira, Al Batinah South, Dakhiliya).

## Описание
Мелкие пауки-сенокосцы, длина тела 3 мм, ширина карапакса 1,05 мм, длина ног до 2 см. Карапакс охристо-жёлтый, со слегка более тёмной срединной полосой, включая глазную область; наличник не затемнён; грудина охристо-жёлтая с коричневыми крапинками; ноги охристо-жёлтые, без тёмных колец, с чёрными пятнами (а не линиями) на бёдрах и (несколько) на голенях; брюшко бледно-серое, с тёмными линиями вокруг области сердца и задней срединной метки; вентрально с отчётливым чёрным рисунком (нарушенная срединная полоса).
Биология не исследована. Все экземпляры были найдены на нижней стороне камней на земле, где они были чрезвычайно хорошо замаскированы и едва заметны, если только не двигались. Однако небольшие части паутины обычно выступали из-под скалы, указывая на присутствие паука. Во всех местах обитания этот вид жил в тесном соседстве с Artema bahla Huber, 2019; оба вида иногда встречались на одном камне на расстоянии всего 10—20 см друг от друга.

## Систематика
Вид был впервые описан в 2022 году в ходе исследования разнообразия пауков Центральной Азии, проведённого немецким арахнологом Бернхардом Хубером (Bernhard Huber, Alexander Koenig Research Museum of Zoology, Бонн, Германия). Легко отличить от близких видов по деталям пальп самцов (вершина прокурсуса очень простая, без вентрального склерита; дистальный бульбальный склерит с характерным набором пролатеральных апофизов); также по хелицерам самцов (две пары апофизов в отличительных положениях), и гениталиями самки (эпигинум полукруглый с крупными карманами вблизи срединной линии; поровые пластинки широко разнесены; вентральная дуга с удлинённой срединной модификацией); а также отличается небольшим размером тела (ширина карапакса около 1 мм) и формой брюшка (заострённое удлинение над паутинными бородавками).